# پلنگ‌کلا
پلنگ‌کلا، روستایی است از توابع بخش عباس‌آباد شهرستان تنکابن در استان مازندران ایران.

## جمعیت
این روستا در دهستان لنگارود قرار دارد و براساس سرشماری مرکز آمار ایران در سال ۱۳۸۵، جمعیت آن ۲۸۳ نفر (۷۸خانوار) بوده‌است. مردم پلنگ‌کلا از قومیت طبری هستند مردم پلنگ‌کلا به زبان طبری (مازندرانی) سخن می‌گویند.